# Liste des titres musicaux numéro un en Autriche en 1967
Cette page liste les titres numéro un dans les meilleures ventes de disques en Autriche pour l'année 1967

## Classement des singles
| №  | Date         | Artiste          | Titre                                                |
| -- | ------------ | ---------------- | ---------------------------------------------------- |
| 1  | 15 janvier   | Bande originale  | Lara's Theme                                         |
| 2  | 15 février   | Herman's Hermits | No Milk Today                                        |
| 3  | 15 mars      | Herman's Hermits | No Milk Today                                        |
| 4  | 15 avril     | The Monkees      | I'm a Believer                                       |
| 5  | 15 mai       | Sandie Shaw      | Puppet on a String                                   |
| 6  | 15 juin      | Sandie Shaw      | Puppet on a String                                   |
| 7  | 15 juillet   | Sandie Shaw      | Puppet on a String                                   |
| 8  | 15 août      | Manfred Mann     | Ha Ha Said The Clown                                 |
| 9  | 15 septembre | The Beatles      | All You Need Is Love                                 |
| 10 | 15 octobre   | Scott McKenzie   | San Francisco (Be Sure to Wear Flowers in Your Hair) |
| 11 | 15 novembre  | Scott McKenzie   | San Francisco (Be Sure to Wear Flowers in Your Hair) |
| 12 | 15 décembre  | Bee Gees         | Massachusetts                                        |